# Николай Лоски
Николай Лоски (на руски: Никола́й Ло́сский) е руски философ. Учи във Витебската гимназия. Професор по философия в Санктпетербургския университет, Братислава, Париж, Ню Йорк и др. Оказва влияние върху различни философи, например Айн Ранд. Баща на Владимир Лоски (1903-1958).